# Oběd na vrcholu mrakodrapu

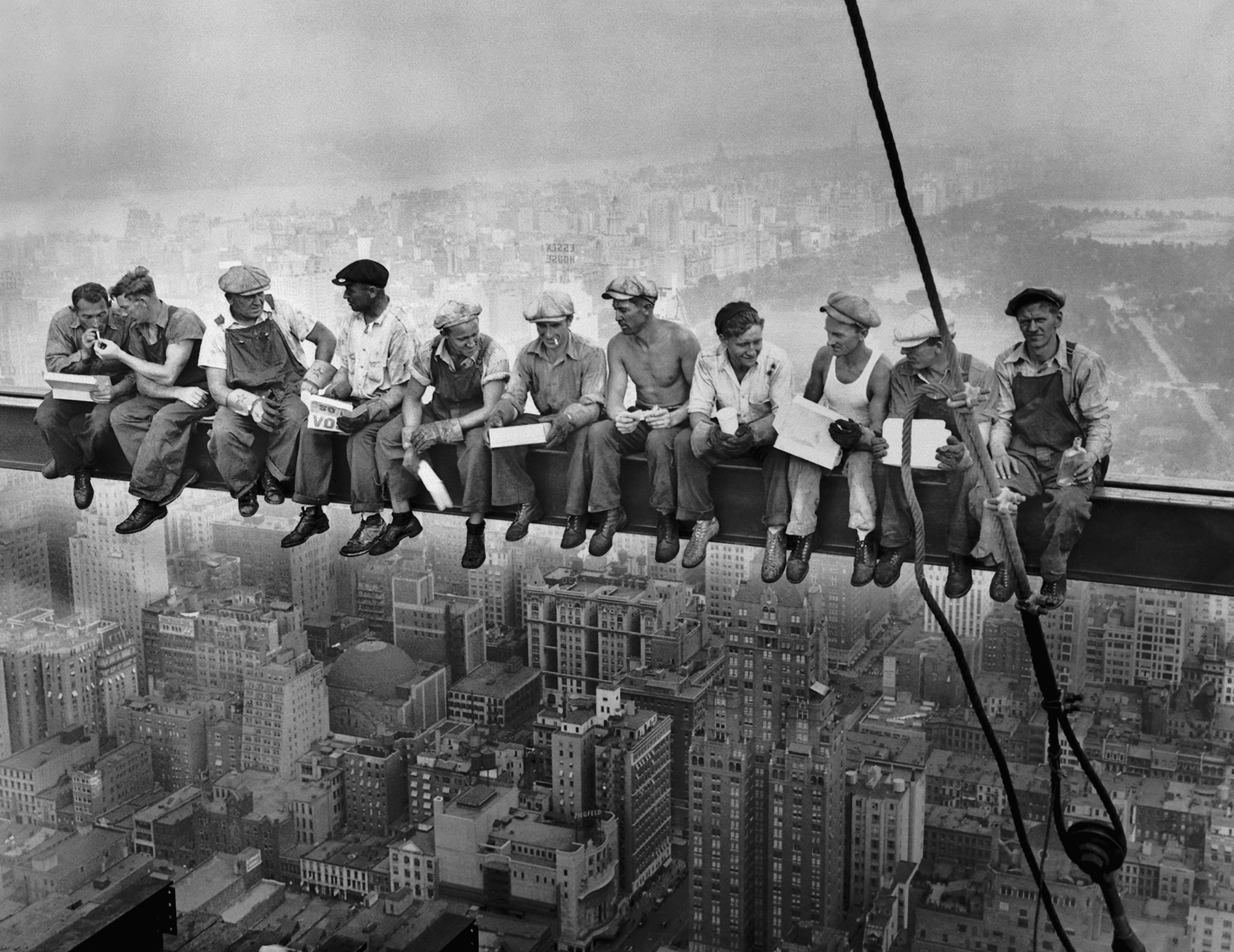
Oběd na vrcholu mrakodrapu, 1932

Oběd na vrcholu mrakodrapu (anglicky Lunch atop a Skyscraper) je slavná černobílá fotografie, kterou údajně pořídil 20. září 1932 Charles Clyde Ebbets během výstavby mrakodrapu 30 Rockefeller Plaza na  Manhattanu v New Yorku.

## Přehled
Fotografie zachycuje jedenáct mužů (železářů, tj. stavebních dělníků, kteří připravují ocelovou výztuž) během oběda, jak sedí na nosníku s nohama visícíma 260 metrů nad ulicemi New Yorku. Fotografie byla pořízena 20. září 1932 na 69. patře RCA Building během posledních měsíců výstavby. Podle archiváře byla fotografie ve skutečnosti předem dohodnutá a pod dělníky není propast, nýbrž dokončené předešlé patro. Ačkoli ukazuje skutečné železáře, předpokládá se, že byla tato momentka zinscenována Rockefellerovým centrem jakožto propagace jejího nového mrakodrapu. Fotografie se objevila v neděli 2. října ve fotopříloze deníku New York Herald Tribune.
Stavební práce pod vedením Johna D. Rockefellera probíhaly v letech 1931 až 1940. Rockefellerovo centrum dnes zahrnuje 19 výškových budov.

## Vlastnictví
Negativ fotografie je ve vlastnictví Branded Entertainment Network, který jej získal od archivu Acme Newspictures v roce 1995.

## Autor
Autor je formálně „neznámý“, ale od roku 2003 byla fotografie připsána Charlesi C. Ebbetsovi. Autorství bylo omylem připisováno i Lewisi Hineovi, který na mrakodrapu také fotografoval. Nicméně společnost Corbis Corporation oficiálně ponechala autora jako „neznámého“, i když různé zdroje nadále připisují autorství Ebbetsovi.

## Muži na fotografii
O totožnosti mužů na obrázku existuje mnoho zdrojů a tvrzení. Film Men at Lunch (Muži při obědě) vystopoval některé muže irského původu a režisér plánuje udělat další rozhovory s cílem navázat na další požadavky švédských příbuzných. Druhý dělník zleva je Španěl Natxo Ibargüen Moneta, rodák z baskické Balmasedy, který žil v New Yorku od roku 1924. Je zachycen, jak připaluje na kraji sedícímu irskému kamarádovi, kterým byl Matty Shaughnessy. Třetí zleva je Joseph Eckner, čtvrtý je Michael Breheny, další je Albin Svensson a přesně uprostřed s cigaretou sedí Peter Rice, Mohawk z kanadského Kahnawake. První muž zprava je slovenský dělník Gustav (Gusti) Popovič z obce Vyšný Slavkov v okrese Levoča. Gusti byl původně dřevorubec a tesař. V roce 1932 poslal své manželce Marišce pohlednici s touto fotografií, na kterou napsal: „Nič še ty neboj, moja milá Mariška, jak vidziš, ta ja furt s fľašečku. Tvoj Gusti.“ Gusti se vrátil do Vyšného Slavkova na začátku druhé světové války, koupil nějaké lesy a pole, aby mohl hospodařit a stát se zemědělcem. Na konci druhé světové války byl Gusti zabit granátem, když ho při přechodu fronty zasáhla střepina. Gusti a Mariška mají na hřbitově ve Vyšném Slavkově společný hrob, který je zdoben touto fotografií. Třetí zprava je Joe Curtis. Muž, který sedí čtvrtý zprava, je údajně Ir Francis Michael Rafferty se svým celoživotním nejlepším irským přítelem a kolegou, Stretchem Donahuem, sedícím po jeho pravici. Totožnost druhého muže zprava je dosud neznámá.